# Svelte
Svelte est un framework JavaScript libre et à code ouvert écrit par Rich Harris (d) . Le framework est écrit en TypeScript. Son code source utilise la licence MIT et est hébergé sur GitHub.

## Histoire
Avant de créer Svelte, Rich Harris a créé Ractive.js.
La toute première version de Svelte date du 29 novembre 2016. Elle a été écrite en Javascript. Ce n'est qu'à partir de la version 3 que Svelte utilise TypeScript.
SvelteKit, un autre framework basé sur Svelte, est annoncé en octobre 2020 avant d'être publié en bêta en mars 2021. Il sort officiellement en version 1.0 le 14 décembre 2022. Il a pour but d'étendre les fonctionnalités du simple rendu de composants, et peut à certains égards être assimilé à ce que sont Next et Nuxt pour React et Vue respectivement.

## Réactivité
Le nom de Svelte dénote l'intention de son auteur de rendre le framework léger, performant et efficace. En effet, Svelte a été construit comme un compilateur contrairement à la plupart des autres framework JavaScript. Le code envoyé en production ne comporte donc seulement que du code traduit en pur JavaScript, HTML et CSS, ce qui participe de sa performance et de sa légèreté. Par ailleurs, Svelte ne s'appuie pas sur un DOM virtuel pour procéder aux changements de ce dernier, préférant réaliser des changements « chirurgicalement » sur le DOM directement, lorsque l'état change.

## Exemple d'utilisation
Les composants Svelte sont définis dans des fichiers .svelte, qui sont des fichiers HTML étendus avec une syntaxe de modèle similaire à JSX.
```
<
script
>

    
let
 
name
 
=
 
"Henry"

</
script
>

<
h1
>
Bonjour {name} !
</
h1
>

<
style
>

	
h1
 
{

		
color
:
 
blue
;

	
}

</
style
>

```

La balise <script> permet d'écrire du code en JavaScript standard, mais avec la particularité que les blocs de code préfixés d'un $: sont interprétés comme des déclarations réactives : la réassignation d'une des variables du bloc entraîne la ré-exécution du bloc.
```
<
script
>

    
let
 
nombreDeClics
 
=
 
1

    
$
:
 
double
 
=
 
nombreDeClics
 
*
 
2

</
script
>

<
p
>
{nombreDeClics} * 2 = {double}
</
p
>

<
button
 
on:click
=
{()
 
=
>
 nombreDeClics = nombreDeClics + 1}>nombreDeClics
</
button
>

```